# Concordia (Saariaho)
Concordia est une œuvre de musique de chambre pour violon et violoncelle de la compositrice Kaija Saariaho écrite en 2017.